# Praon cerasaphis
Praon cerasaphis är en stekelart som först beskrevs av Fitch 1855.  Praon cerasaphis ingår i släktet Praon och familjen bracksteklar. Inga underarter finns listade i Catalogue of Life.